# Hondurasi labdarúgó-bajnokság (első osztály)
A  Liga Nacional de Fútbol Profesional de Honduras a hondurasi labdarúgó-bajnokságok legfelsőbb osztályának elnevezése. A bajnokságot 1964 május 10-én alapították és 10 csapat részvételével zajlik. 
A bajnokságot két részre oszlik. Első az úgynevezett Apertura, ami júliustól decemberig zajlik, második a Clausura, ami pedig decembertől májusig tart. A bajnok a bajnokok ligájában indulhat.

## A 2016-osAperturabajnokság résztvevői
| Klub                 | Város          | Bajnoki címek száma |
| CD Marathón          | San Pedro Sula | 8                   |
| CD Motagua           | Tegucigalpa    | 13                  |
| CD Olimpia           | Tegucigalpa    | 30                  |
| CD Honduras Progreso | El Progreso    | 1                   |
| CD Platense          | Puerto Cortés  | 2                   |
| Real España          | San Pedro Sula | 11                  |
| CD Real Sociedad     | Tocoa          | 0                   |
| Juticalpa FC         | Juticalpa      | 0                   |
| CD Victoria          | La Ceiba       | 1                   |
| CD Vida              | La Ceiba       | 2                   |

## Bajnoki címek eloszlása
| Klub              | Bajnok | Második hely |
| ----------------- | ------ | ------------ |
| Olimpia           | 30     | 17           |
| Motagua           | 13     | 11           |
| Real España       | 11     | 11           |
| Marathón          | 8      | 13           |
| Vida              | 2      | 3            |
| Platense          | 2      | 3            |
| Victoria          | 1      | 2            |
| Honduras Progreso | 1      | 0            |
| Real Sociedad     | 0      | 4            |
| Universidad       | 0      | 2            |
| Atlético Morazán  | 0      | 1            |
| Petrotela         | 0      | 1            |
| Összesen          | 68     | 68           |